# Al-Kamil
Al-Kamil, arab. الكامل (pełne imię: al-Malik al-Kamil Nasir ad-Din Abu al-Ma'ali Muhammad), ur. 1177 albo 1180, zm. 6 marca 1238 – sułtan z dynastii Ajjubidów, panujący w Egipcie w latach 1218–1238.

## Życiorys
Był najstarszym synem Al-Adila (1200–1218). Od roku 1191 nominalnie zarządzał w imieniu ojca Al-Dżazirą i w roku 1200 przybył mu na pomoc, kiedy ten był oblężony w Damaszku przez synów Saladyna Al-Afdala (1193–1225) i Az-Zahira (1193–1216). Po ich pokonaniu w roku 1207 został mianowany przez ojca zarządcą Egiptu i w tym charakterze w maju 1218 roku musiał odpierać niespodziewany atak piątej krucjaty na Damiettę. Al-Kamil nie zdołał zapobiec zdobyciu przez krzyżowców Burdż al-Salsala (Wieży Łańcuchów) zamykającej wejście do portu; wkrótce po otrzymaniu wiadomości o tym wydarzeniu jego ojciec zmarł 31 sierpnia w obozie nieopodal Damaszku. Tym samym Al-Kamil stał się samodzielnym władcą Egiptu. Sytuację Al-Kamila pogorszył jeszcze bunt kurdyjskiego emira Ahmada Ibn al-Masztuba w lutym 1219 roku, który jednak został stłumiony, kiedy z długo wyczekiwanymi posiłkami z Syrii przybył brat Al-Kamila, Al-Mu’azzam (1218–1227). W październiku 1219 roku Al-Kamil zaproponował krzyżowcom w zamian za pokój dawne ziemie Królestwa Jerozolimskiego na zachód od Jordanu włącznie z Jerozolimą, jednak jego oferta została odrzucona. 5 listopada 1219 roku krzyżowcy zdobyli Damiettę. Następnie przez niemal dwa lata Al-Kamil powstrzymywał dalszy pochód przeciwnika z obozu Al-Mansura na południe od Damietty, w czerwcu 1221 roku ponownie proponując pokój na tych samych warunkach. Także i tym razem jego oferta nie została przyjęta. W sierpniu 1221 roku do armii Al-Kamila dołączyły wojska jego braci, Al-Mu'azzama i Al-Aszrafa (1218–1237), i wykorzystując dodatkowo wylew Nilu połączone siły Ajjubidów okrążyły krzyżowców. 27 sierpnia 1221 roku krzyżowcy zostali zmuszeni do zawarcia ośmioletniego rozejmu i opuszczenia Egiptu.
Al-Kamil ostatecznie pokonał piątą wyprawę krzyżową dzięki wsparciu swoich braci, jednak po odparciu krzyżowców walki w łonie dynastii wybuchły z nową siłą. Już w roku 1222 Al-Kamil zawarł sojusz z rządzącym w Al-Dżazirze Al-Aszrafem przeciwko panującemu w Damaszku Al-Mu'azzamowi. Al-Mu'azzam znajdujący się pomiędzy swoimi braćmi wydawał się stać na straconej pozycji i poniósł całą serię porażek, jednak do zmiany w równowadze sił doszło, gdy w roku 1225 sprzymierzył się on z chorezmszahem Dżalal ad-Dinem (1220–1231). W tej zmienionej sytuacji we wrześniu 1226 roku Al-Aszraf przybył do Damaszku, by zawrzeć układ z bratem, został jednak zatrzymany jako de facto więzień aż do maja/czerwca 1227 roku. Al-Mu'azzam zmarł 12 listopada 1227 roku, a jego syn i następca An-Nasir (1227–1249) uznał zwierzchnictwo Al-Kamila.
Al-Kamil wiedział o przygotowaniach do nowej krucjaty pod wodzą Fryderyka II (1198–1250) i wyprzedzając fakty, w roku 1226 wyprawił do niego poselstwo z propozycją zwrotu tych ziem, które niegdyś zaofiarował już przywódcom piątej wyprawy krzyżowej. „Ten zaskakujący gest był w istocie chytrze wykalkulowanym posunięciem politycznym. W tym bowiem czasie Al-Kamil potrzebował poparcia Fryderyka przeciw Al-Mu'azzamowi, a ponadto miał nadzieję, że tym zręcznym chwytem propagandowym zapobiegnie nowej krucjacie”. W odpowiedzi Fryderyk wysłał swych posłów do Kairu, a sam we wrześniu 1228 roku wylądował w Akce. 11 lutego 1229 roku sułtan i cesarz podpisali traktat, zgodnie z którym Jerozolima wróciła w ręce chrześcijańskie, lecz Al-Kamil zachował muzułmańską enklawę z Kopułą na Skale i meczetem Al-Aksa. Te warunki wywołały oburzenie zarówno wielu pobożnych muzułmanów, jak i chrześcijan.
W roku 1228 Al-Kamil wraz z Al-Aszrafem porozumieli się co do usunięcia An-Nasira z Damaszku. Po krótkim oblężeniu An-Nasir skapitulował wobec sił swoich wujów 15 czerwca 1229 roku i został zmuszony do zaakceptowania fortec Al-Karak i Asz-Szaubak jako swojej nowej domeny. Damaszek dostał się we władanie Al-Aszrafa, zaś Al-Kamil został uznany władcą zwierzchnim wszystkich Ajjubidów. Pozycję Al-Kamila wzmocniło także osadzenie szeregu książąt z rodu Ajjubidów w różnych pomniejszych domenach, w tym dawnych posiadłościach Al-Aszrafa w Al-Dżazirze. W roku 1232 Al-Kamil zdobył na Artukidach Hisn Kajfę (dzis. Hasankeyf), którą oddał we władanie swojemu synowi As-Salihowi (1238–1249). Zdobycie Ahlatu przez Sułtana Rumu Kajkubada pod koniec roku 1232 sprowokowało Al-Kamila do przedsięwzięcia generalnego ataku na Anatolię. Prawdopodobnie planował on przeniesienie na zdobyte tereny ajjubidzkich książąt z Syrii. Inwazja rozpoczęła się w czerwcu 1234 roku, jednak brak zaufania pomiędzy ajjubidzkimi książętami doprowadził do jej porażki i odwrotu. W sierpniu Al-Kamil musiał wraz z Al-Aszrafem odpierać odwetowy atak Kajkubada.
Niedługo potem Al-Kamil wszedł w spór z Al-Aszrafem na tle sukcesji w Aleppo. Wojna pomiędzy braćmi wydawała się nieunikniona, jednak Al-Aszraf zmarł 27 sierpnia 1237 roku. W tej sytuacji Al-Kamil pomaszerował na Damaszek, który obiecał zwrócić An-Nasirowi, i zdobył go po dwumiesięcznym oblężeniu 5 stycznia 1238 roku, pomimo oporu brata i następcy Al-Aszrafa, As-Saliha Isma’ila (1237–1246). Po tym zwycięstwie koalicja skierowana przeciwko Al-Kamilowi uległa rozpadowi, ten nie zdołał jednak zająć Aleppo, ponieważ zachorował i zmarł 6 marca 1238 roku